# Tillförlitlighet

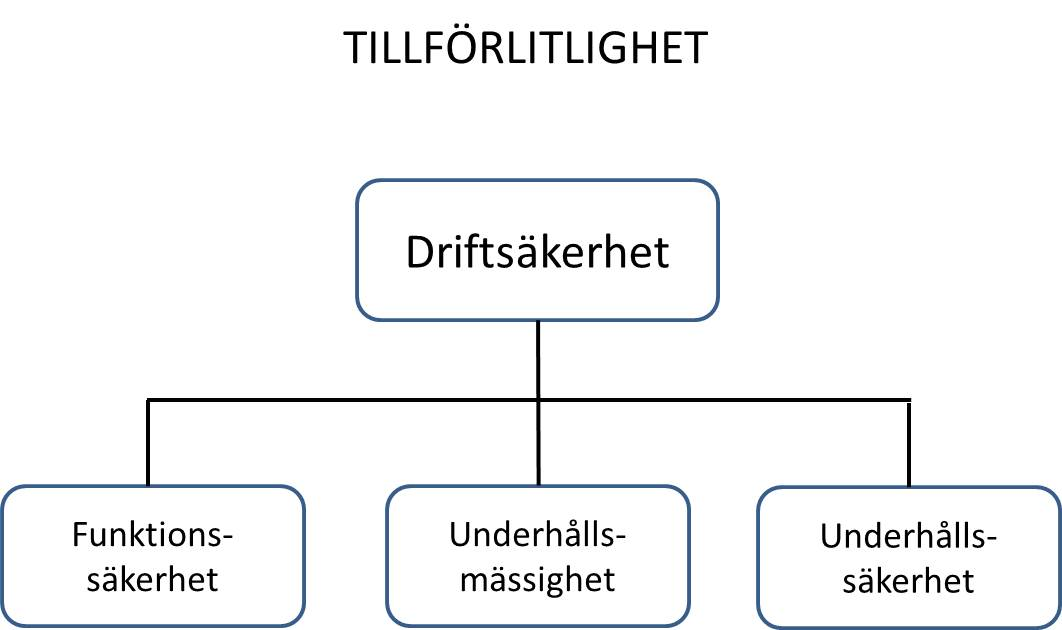

Tillförlitlighet (engelska: dependability) är en sammanfattande term som omfattar driftsäkerhet (engelska: Availability performance) och dess påverkande faktorer: funktionssäkerhet (engelska: Reliability performance), underhållsmässighet (engelska: Maintainability performance) och underhållssäkerhet (engelska: Maintenance support performance).
En anmärkning är att tillförlitlighet används endast i allmän betydelse i icke-kvantitativa termer. En ytterligare anmärkning uttrycker att termen tillförlitlighet används för ett antal samhörande egenskaper. Då man önskar uttrycka sig kvantitativt eller avser en bestämd egenskap måste man precisera detta genom att använda den specifika termen för begreppet i fråga. På motsvarande sätt bör man inte använda någon av de specifika termerna som en sammanfattande benämning för de samhörande egenskaperna. Detta gäller främst egenskaperna driftsäkerhet och funktionssäkerhet samt driftsäkerhetsmåttet tillgänglighet (engelska: availability). Ett systems tillförlitlighet påverkas av dess hårdvara, mjukvara, handhavande och miljö. 
Den sistnämnda anmärkningen betonar en begreppsförvirring då tillförlitlighet ofta används synonymt för egenskapen funktionssäkerhet.

## Standardisering
Standardisering inom området tillförlitlighet görs i Sverige av SEK Svensk elstandard i arbetsgruppen TK56 Tillförlitlighet, som är den svenska nationella kommittén för IEC TC56.